# Senjou ni Saita Ichirin no Hana
Singles de Faylan
Serious-Age
(2010) Last vision for last
(2010)
Senjou ni Saita Ichirin no Hana est le 7e single de Faylan sorti sous le label Lantis le 21 juillet 2010 au Japon. Il atteint la 75e place à l'Oricon. Il se vend à 1 272 exemplaires la première semaine et reste classé pendant 2 semaines, pour un total de 1 748 exemplaires vendus.
Senjou ni Saita Ichirin no Hana a été utilisé comme thème d'ouverture pour le jeu vidéo White Knight Chronicles -Hikari to Yami no Kakusei- sur PlayStation 3.

## Liste des titres
Les paroles ont été écrites par Hino Akihiro.
| 1. | Senjou ni Saita Ichirin no Hana (戦場に咲いた一輪の花)             | Agematsu Noriyasu (Elements Garden) | 5:14 |
| 2. | Tobe Aoi Tori (とべ青い鳥)                                         | Agematsu Noriyasu (Elements Garden) | 6:04 |
| 3. | Senjou ni Saita Ichirin no Hana (off vocal) (戦場に咲いた一輪の花) | Agematsu Noriyasu (Elements Garden) | 4:47 |
| 4. | Tobe Aoi Tori (off vocal) (とべ青い鳥)                             | Agematsu Noriyasu (Elements Garden) | 6:01 |